# Endasys rhyssotexanus
Endasys rhyssotexanus là một loài tò vò trong họ Ichneumonidae.